# Austrian Airlines
Az Austrian Airlines AG (IATA: OS, ICAO: AUA, Hívójel: AUSTRIAN), vagy röviden Austrian Ausztria nemzeti légitársasága, a német Lufthansa leányvállalata és a Star Alliance légiszövetség tagja. Székhelye és bázisrepülőtere a Bécs–Schwechati nemzetközi repülőtéren található. 2016 júliusában hat belföldi és több mint 120 menetrend szerinti és szezonális nemzetközi célállomásra közlekedtetett járatokat 55 országban.
A légitársaság 1957-ben jött létre az Air Austria és az Austrian Airways egyesülésével, de története egészen 1923-ig, az Austrian Airways alapításáig nyúlik vissza. A fennállásának nagy részében állami tulajdonban volt. A vállalat 1958. március 31-én elindította első menetrend szerinti járatát egy bérelt Vickers Viscount repülőgéppel Bécsből Zürichbe és Londonba; később pedig saját Viscount repülőgépekből álló flottát vásárolt. 1963. február 18-án az Austrian megrendelte első sugárhajtású utasszállító repülőgépét, egy Sud Aviation Caravelle-t. Ezt követően a Douglas DC-9-es sugárhajtású repülőgépcsalád különböző típusait vezette be, így 1971 végére már kizárólag sugárhajtású repülőgépeket üzemeltetett. Az 1980-as években a DC-9-80-as, más néven McDonnell Douglas MD-80-as repülőgépet vezette be flottájába. Az Airbus, a Boeing, a Fokker és más gyártók által gyártott különböző utasszállító repülőgépek az 1980-as és 1990-es években kerültek be a flottába.
Az 1990-es évek során a légitársaság új stratégiai szövetségeket keresett, és a hosszú távú járatok piacán is bővítette kínálatát, új járatokat indítva Kínába és a Dél-afrikai Köztársaságba. 2000-ben a Star Alliance tagja lett, néhány évvel korábban pedig csatlakozott a Qualiflyer programhoz is. A 2000-es években a a Rheintalflug és a Lauda Air felvásárlásával bővült, és 2003-ban felvette az Austrian nevet. Az Austrian több évig veszteséges volt és 2008-ban a légitársaság akkori tulajdonosának, az osztrák kormánynak azt javasolták, hogy privatizálja a céget. 2009 folyamán a Lufthansa-csoport megvásárolta a légitársaságot, miután az Európai Bizottság a pályázati eljárás vizsgálatát követően jóváhagyta azt.
A privatizációját követően a vállalat átszervezése során flottabővítésre és költségmegtakarítási kezdeményezésekre került sor; a látható változások közé tartozott az útvonalainak megváltoztatása, az új arculat és a repülőgépek átdolgozott festése. A költségcsökkentési intézkedések miatti munkaügyi vitákat követően az Austrian Airlines összes járatát 2012. július 1-jén átadták leányvállalatának, a Tyrolean Airwaysnek, amely az Austrian név alatt üzemelt. 2015. április 1-jén, miután egy új szerződés született, az összes járat visszakerült a légitársasághoz és a Tyrolean Airways beolvadt az anyavállalatába. A 2010-es évek végén folytatódott a flotta és az útvonalhálózat átalakítása. 2020. március 19-én a légitársaság a COVID-19 járvány kitörése miatt ideiglenesen felfüggesztette működését.

## Története

### Előtörténet és korai évek
Az osztrák repüléssel kapcsolatos a világ első menetrend szerinti légijárata, amely 1918. április 1-jén indult Bécsből Kijevbe, és katonai megbízásból postai küldeményeket szállított.
1923. május 3-án Walter Barda-Bardenau megkapta az osztrák kormány jóváhagyását egy légitársaság létrehozására. Az újonnan alakult Austrian Airlinesban (németül: Österreichische Luftverkehrs AG) egy százalékkal vett részt, a többi részvényt az osztrák vasúti közlekedési vállalat (50%) és a Junkers-Werke (49%) kapta.
A vállalat kezdeti flottája Junkers F 13-asokból állt. 1923. május 14-én a fiatal légitársaság első járatát Bécs és München között hajtotta végre Hans Baur pilóta. A leszállásra a bécsi Floridsdorf kerület Jedlesee negyedében került sor; ott volt a csatlakozó járat Budapestre. A vállalatot a Junkers Trans European Union üzemeltette. Úti céljai között szerepelt München, Budapest, Nürnberg, Graz, Klagenfurt és St. Wolfgang. Néhány ausztriai célállomást hidroplánokkal szolgáltak ki. A cég üzemeltetőjét 1926 szeptemberében feloszlatták.
1927-től a vállalat a kormány támogatásával új repülőgépeket szerzett be. Ugyanebben az évben partnerségi megállapodást kötött a Deutsche Luft Hansával. A két társaság közösen tervezte és üzemeltette a járatokat, és létrehozták a Berlin, Budapest és Milánó Bécs felé vezető útvonalhálózatát. 1932-ben a Luft Hansa Junkers 49%-os részesedéssel rendelkezett a vállalatban. A világgazdasági válságból való kilábalás után a cég flottája több Junkers Ju 52/3 m típusú repülőgéppel bővült. A cég gyors növekedése az 1930-as években oda vezetett, hogy az időben Európa negyedik legnagyobb légitársaságává vált.
1938-ban a vállalat Junkers Ju 90 típusú repülőgépekből álló flottával kezdett el járatokat tervezni Rómába, Párizsba és Londonba. Az 1938 márciusában bekövetkezett Anschluss után ezeket a terveket azonnal elvetették. 1939. január 1-jétől a légitársaság teljes mértékben a Lufthansa irányítása alá került. 1939 júniusában a céget törölték a cégjegyzékből.
A második világháború után Ausztria ismét elszakadt Németországtól. Bár az 1955-ös osztrák államszerződés eredményeként visszanyerte függetlenségét, az újjáalakult országnak kezdetben nem volt nemzeti légitársasága. Így az Austrian Airlines 1957. szeptember 30-án, az Air Austria és az Austrian Airways összevonásával jött létre. Az új vállalat 1957. szeptember 30-án kezdte meg működését, és 1958. március 31-én hajtotta végre első járatát, amikor egy bérelt Vickers Viscount 779-es repülőgép indult Bécsből Zürich és London felé. Rövid időn belül menetrend szerinti járatai közlekedtek Frankfurtba, Párizsba, Zürichbe, Stuttgartba és Rómába. 

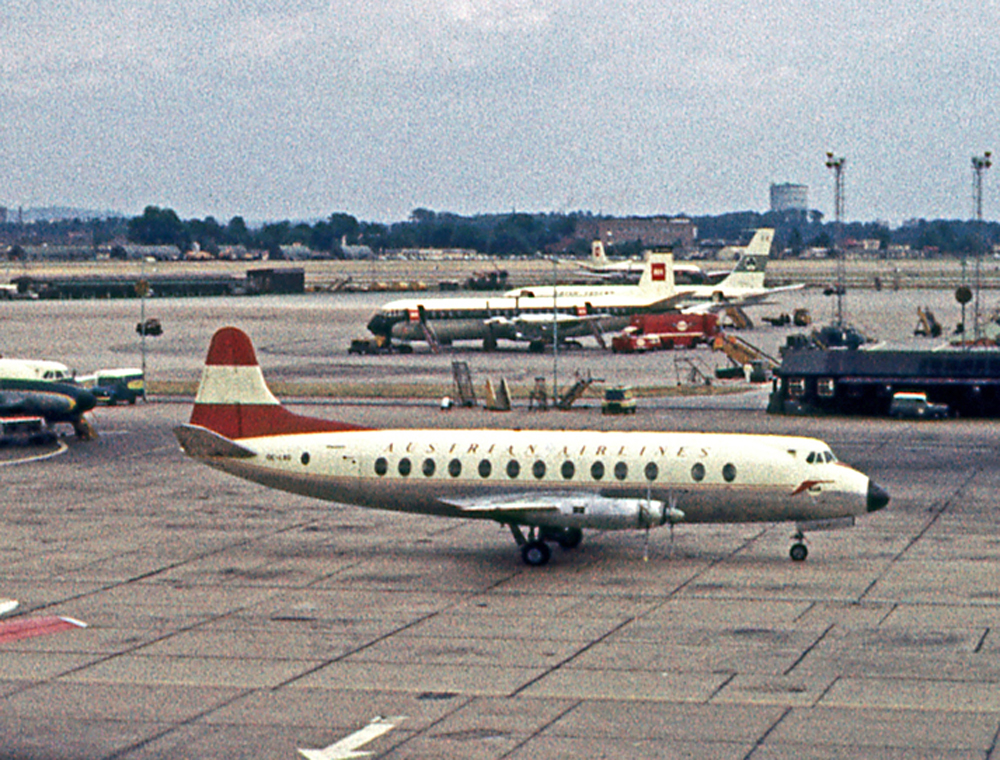
Az Austrian Airlines egyik Vickers Viscount 837-es gépe a London-Heathrow-i repülőtéren 1962-ben.

1960-ban vásárolta meg első hat Vickers Viscount 837-eseit. Az útvonalhálózat gyorsan bővült és 1963. május 1-jén indítottak először belföldi járatokat DC–3-as gépekkel. A működésének első tíz éve alatt az Austrian Airlines pénzügyi helyzete jelentősen javult; a beszámolók szerint a kezdeti 60 millió ATS-ről 1957-re 290 millió ATS-re emelkedett az alaptőkéje.

### Sugárhajtású korszak

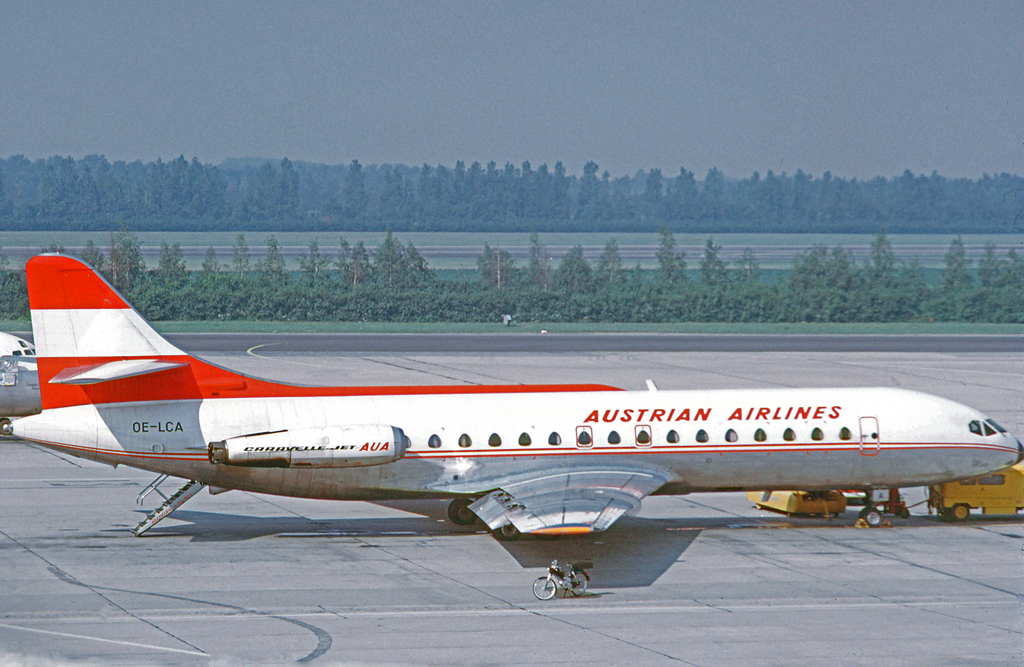
A légitársaság egyik Sud Aviation Caravelle repülőgépe 1972-ben.

Az Austrian Airlines működésének első évtizedében az Adria Airways jelentős konkurenciát jelentett, mivel a Stájerországban és Karintiában élő utasok rendszeresen ingáztak a szomszédos Jugoszláviába, hogy a mai Szlovénia repülőtereit használják. Nevezetes dátum a társaság életében 1963. február 20., amikor átvette első sugárhajtású repülőgépét, egy Sud Aviation Caravelle-t. 1969. április 1-jén a légitársaság területre lépett, amikor elindította első hosszú távú járatát az Egyesült Államokba, pontosabban New Yorkba (az elején a belga Sabenával együttműködve, Brüsszel érintésével közlekedtek).

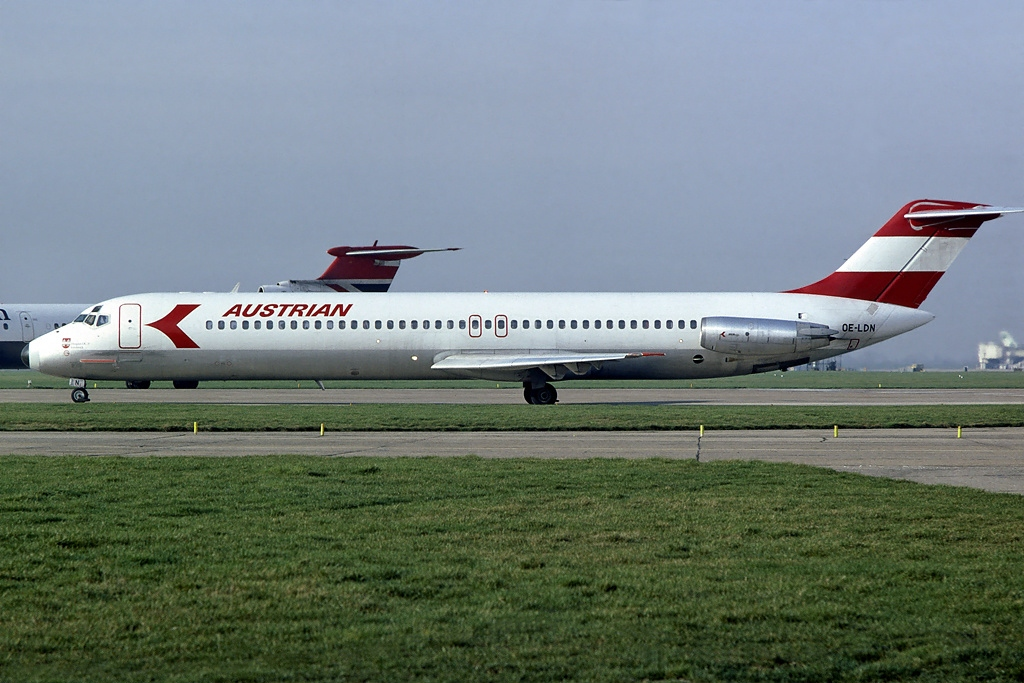
Egy Douglas DC-9-es 1982-ben.

A Caravelle 1973-ig az Austrian Airlines flottájának alapvető részét képezte. Az amerikai gyártmányú Douglas DC-9-es utasszállító repülőgépek leszállítása 1971-ben kezdődött meg. 1971-ben az Austrian a gépparkjának korszerűsítése mellett döntött. Az év végére az összes Viscountot végleg kivonták a forgalomból, így a cégnek kizárólag sugárhajtású gépekből álló flottája maradt. A vállalat kilenc DC-9–32-es repülőgépet vásárolt 1971-ben, amelyek a flotta központi elemei lettek és ezzel egyidejűleg új külsőt is kaptak. Az első DC-9-51-est 1975-ben vette át a megrendelt ötből, és a következő év áprilisától járatokat indított Kairóba, Düsseldorfba, Stockholmba, Helsinkibe és Londonba.
1977. október 13-án a cég lett az első megrendelője a DC-9-80-asnak, más néven McDonnell Douglas MD-80-asnak, miután nyolc darabra adott le megrendelést. 1980. október 26-án az első MD-81-es, amely a korábbi típusoknál nagyobb hatótávolságú járatok teljesítésére volt képes, Bécsből Zürichbe repülve teljesítette első útját a légitársasággal. 1984-ben szintúgy az Austrian lett az MD-87-es első megrendelője, és befolyásos szerepet játszott annak fejlesztésében is. Az első MD-87-es 1987 végén állt szolgálatba, illetve 1990-ben az MD-83-as is, miközben a légitársaság hat MD-81-esét MD-82-es szabványúra korszerűsítették.
1988-ban az Austrian Airlines-t bevezették a bécsi tőzsdén, bár a társaság részvényeinek többsége ekkor még az osztrák kormány tulajdonában maradt.

### Fejlesztések 1990-től 2008-ig

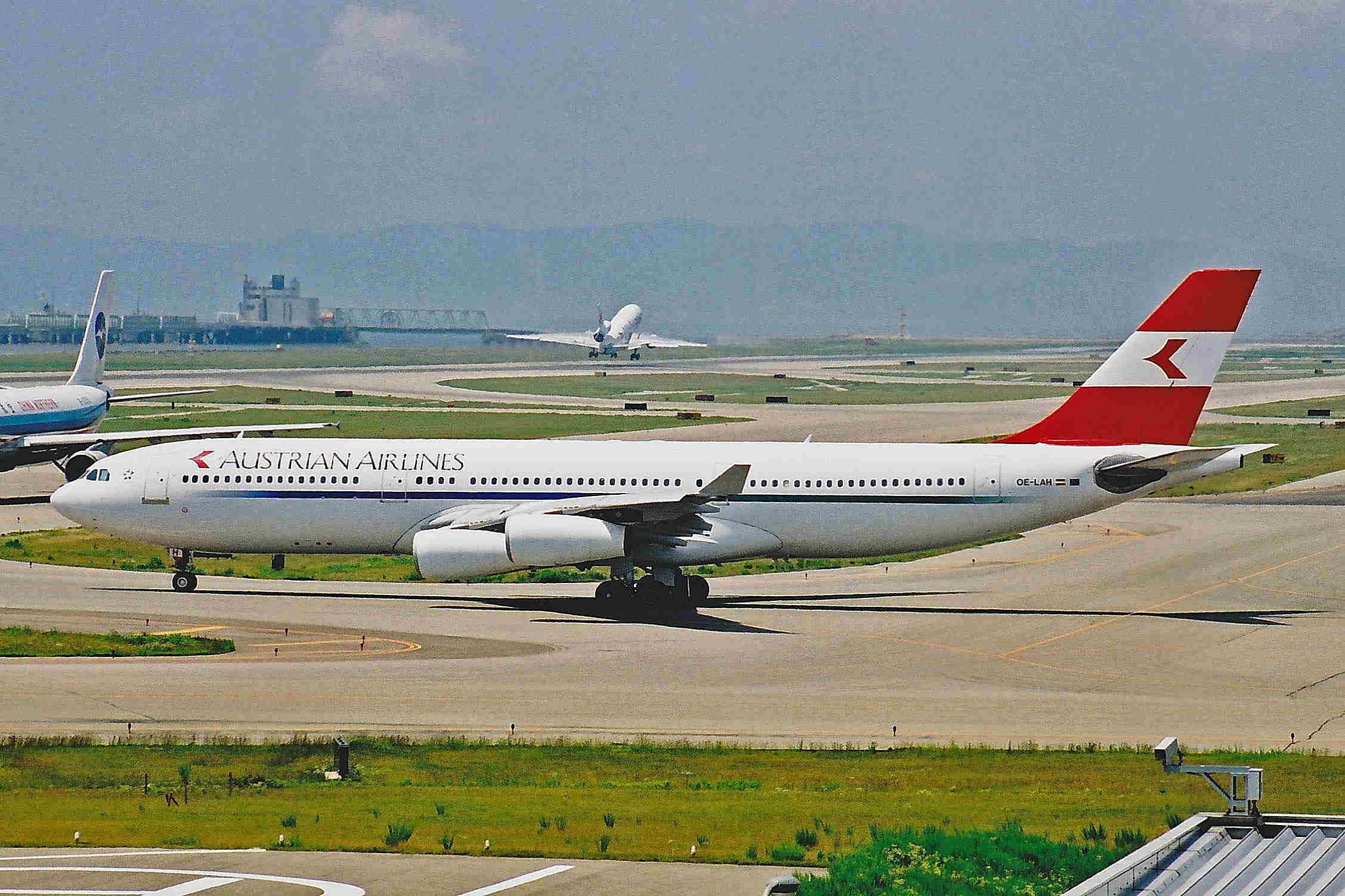
Egy Airbus A340-200-as a Kanszai nemzetközi repülőtéren 2001-ben.

Az 1990-es években számos légitársaság az együttműködésre és szövetségekre összpontosított. Az Austrian az elsők között csatlakozott a Swissair által alapított Qualiflyer programhoz. A hosszú távú járatok piacán is bővítette kínálatát, új járatokat indítva Kínába és a Dél-afrikai Köztársaságba. Az 1990-es évek végén előszeretettel vásárolt fel légitársaságokat. 1997 márciusában 35 százalékos részesedést vásárolt a Lauda Airben, míg ugyanezen év decemberében 85,7 százalékos részesedést szerzett a Tyrolean Airwaysben. Két évvel később teljes egészében felvásárolta a Tyrolean Airways-t, így az a leányvállalatává vált. Régi tervét váltotta valóra két évvel később, amikor széles törzsű Airbus A310-es géppel járatai indultak Tokióba és New Yorkba. A fejlesztés eredményeként utasforgalma 3 millió fő volt, 1992-ben. A flotta korszerűsítésének következő szakasza 1995-ben kezdődik, amikor új külsőben Fokker 70-es és újabb Airbus gyártmányok – A321-esek, A340-200-asok – egészítették ki gépparkját. 1999-ben az Austrian Airlines bevezette a lehetőséget, hogy az ügyfelek interneten keresztül foglalhassanak repülőjegyeket.
2000. március 26-án az Austrian a Star Alliance tagja lett. 2001 januárjában megvásárolta a Lauda Air részvényeinek többségét; egy hónappal később pedig megvásárolta a Rheintalflug összes részvényét is. Az Austrian Airlines működési neve 2003 szeptemberében Austrian-re rövidült, és a névváltás során a légitársaság a három tagvállalatát is átnevezte. 2004. október 1-jén az Austrian és a Lauda Air egyesült, így a Lauda Air, mint név csak a charterjáratok esetében maradt meg.  A vállalatnak 6 394 alkalmazottja volt. Az Austrian Airlines másik leányvállalata, a Tyrolean Airways regionális járatokra specializálódott, miután 2002-ben egyesült a Rheintalfluggal. 2004 márciusában elindította a Focus East nevű tervét, amellyel a légitársaság közép- és kelet-európai célállomásainak számát 38-ra növelte és ennek következtében az Austrian Airlines piacvezető lett ebben a régióban.
2006 októberében kénytelen volt szigorú takarékossági politikát folytatni, és 2007-ben több mint 500 munkahelyet szüntetett meg. Számos hosszú távú célállomást töröltek, például Sydney-t Kuala Lumpuron keresztül, Melbourne-t Szingapúron keresztül, Katmandut vagy Sanghajt. A megmaradt három Fokker 70-es a Tyrolean Airwayshez került. Az is eldőlt, hogy a négy Airbus A340-esből és négy Airbus A330-asból álló, hosszú távú járatokat teljesítő Airbus gépeket nyugdíjazzák, és a flotta egységesítése érdekében Boeing 777-eseket és Boeing 767-eseket használnak. Az Austrian Airlines megszüntette az ingyenes fedélzeti étkeztetését és az alkoholtartalmú italok kiszolgálását a rövid távú járatain, és bevezette az úgynevezett "Self Select Bistro Service" szolgáltatást, kivéve a Londonból induló és a 100 percnél hosszabb időtartamú járatokon. A központi irodája 2007-ben Oberlaából a bécsi repülőtérre költözött, míg a székhelye Bécsben maradt.
Miután 2007-ben csekély, 3,3 millió eurós nyereséget könyvelt el, a 2008-as pénzügyi előrejelzést többször is negatívan kellett módosítani, és november végére 475 millió eurós veszteséget vártak.

### Privatizáció és a Lufthansa-csoport
2008-ban a drasztikusan növekvő kerozinárak és a gazdasági világválság kialakulásával együtt járó pénzügyi bizonytalanság és utasszámcsökkenés miatt a légitársaság jelentős veszteséget termelt. 2008 júniusában ezért az Austrian pénzügyeinek kiértékelésével megbízott Boston Consulting Group tanácsadó vállalat és a Merrill Lynch befektetési bank azt javasolta az osztrák kormánynak, hogy az adja el részesedését egy külföldi vállalatnak. Kezdetben tíz vállalat mutatott érdeklődést: Európából a Lufthansa, az Air France-KLM csoport, a British Airways és az Aeroflot, Európán kívülről pedig a Singapore Airlines, a Qatar Airways, a Kingfisher Airlines, az Air China és az All Nippon Airways.
2008. november 13-án az ÖIAG állami holding bejelentette, hogy a Lufthansa ajánlatát fogadta el. A német vállalat 41,6%-os részesedéssel szállt volna be a cégbe, amelyért 366 268,75 eurót fizetett volna. Az Austrian vezérigazgatóját, Alfred Ötschöt és az ÖIAG elnökét, Peter Michaelist élesen bírálták, amiért csak akkor fedték fel a Lufthansának, hogy át kell vállalnia az 500 millió eurós adósságot, amikor az üzletet már megkötötték. Michaelis elutasította az új pályázati eljárást, de bűnbakot csináltak belőle, és megvonták tőle a részvényesi jogokat, Ötsch pedig 2013. január 29-én lemondott.
2009. július 1-jén az Európai Bizottság vizsgálatot indított a felvásárlással kapcsolatban a szabadkereskedelmi szabályok megsértése miatt, mivel azt gyanította, hogy a pályázati eljárás hamis volt, és minden a Lufthansa javára dőlt el. Az eladást végül 2009 augusztusában az Európai Bizottság is jóváhagyta. Az Austrian Airlines AG részvényeit 2010. február 4-én felfüggesztették a bécsi értéktőzsdén. Thierry Antinori vezérigazgató távozását utáni bizonytalan időszakot követően Jaan Albrecht 2011-es új vezérigazgatói kinevezése egy új korszak kezdetét jelentette a légitársaság számára, amely az utasszámok javulásával és a Lufthansa-csoport keretein belüli pozíciójának erősödésével járt. A bécsi nemzetközi repülőtér bővítési munkálatainak befejezése nagyobb teret biztosított a légitársaság számára a terjeszkedéshez. Ennek eredményeképpen 2012 januárjában új stratégiát vezettek be, amelynek keretében a következő három évben 11 új repülőgépet vásároltak, ami hosszú távon a flotta korszerűsítéséhez járult hozzá, amelyben az Airbus repülőgépek a közép- és a Boeingek a hosszú távú útvonalakat szolgálják ki.
2011 decemberében új költségmegtakarítási tervet hoztak nyilvánosságra, mivel a vállalat a 2500 munkahely megszüntetése ellenére továbbra is veszteséges volt. A Lufthansa elutasította a pénzügyi támogatást. 2012 márciusában a légitársaság ismét feltőkésítést kérvényezett. A Lufthansa 140 millió eurós tőkeemelést hagyott jóvá, amely hatékony intézkedést jelentett a strukturális hiányosságok orvoslására.
A Lauda Air 2012. július 1-jén egyesült az Austrian Airlines-zal.

### 2012-től napjainkig
A költségcsökkentési intézkedésekről folytatott tárgyalások kudarca után 2012. április 30-án a tevékenységeit a Tyrolean Airways vette át. Ezt követően az összes Austrian járatot a Tyrolean üzemeltette. Azonban 110 pilóta és további 250 alkalmazott úgy döntött, hogy nem megy a Tyroleanhoz, hanem távozik a csoportból.
2013 áprilisában az Austrian Airlines a flottaegységesítésének részeként nyugdíjazta utolsó Boeing 737-esét, egy 737-800-as változatot, amely a Lauda Air nevét viselte. A légitársaság 11 darab Boeing 737-esét hét Airbus A320-asra cserélték és így a számítások szerint évi 17 millió eurót takarítottak meg.  2014 márciusában bejelentették, hogy az Austrian hat év után először ismét nyereséges lett. Ugyanebben az évben a vezetőség fokozta erőfeszítéseit a régóta tartó munkaügyi vita lezárására.
2014 októberében bejelentették, hogy a Tyrolean repülési tevékenységét és személyzetét 2015. március 31-ig visszaveszi az Austrian Airlines. Ez a lépés a nemrég megkötött új munkaszerződés következménye volt.
Az egyesülés előtt a cég 2015. március 26-án jelentette be az eredetileg "my Austrian" elnevezésű, megújult koncepcióját, amely egy új arculatot, a repülőgépek átdolgozott festését és számos új útvonalat tartalmazott. 2016 januárjában azonban az Austrian Airlines bejelentette, hogy felülvizsgálja a 2015 tavaszán bevezetett új márkaarculatát, és elhagyja az "my" szót az Austrian előtt. A döntést komoly kritikák érték.
2015 júniusában az Austrian Airlines bejelentette, hogy 17 darab Embraer 195-öst vásárol a Lufthansa-csoporton belülről. Ezek az Embraer repülőgépek, amelyek korábban a Lufthansa CityLine tulajdonában voltak, az öregedő Fokker 70-es és 100-as repülőgépeket váltották fel. 2016 augusztusára a 17 Embraer repülőgépből nyolcat átadtak, míg a 23 Fokker repülőgépből 9 már elhagyta a flottát. 2017 júliusának végére az összes megmaradt Fokker 70-es típust kivonták a forgalomból, a Fokker 100-asok pedig csak az év végén kerültek sorra. Ugyanebben az évben az Austrian először kezdett el kínálni internetkapcsolatot rövid- és középtávú járatain.
A diszkont légitársaságok által támasztott növekvő verseny és a pénzügyi veszteségek elkerülése érdekében a működésének észszerűsítése miatt a légitársaság 2019-ben bejelentette flottájának és hálózatának átszervezését. Az összes Bombardier Q400-as turbólégcsavaros repülőgépet 2021 márciusáig Airbus A320-asokra cserélik, a személyzet minden Bécsen kívüli bázisát bezárják, és a Bécset nem érintő járatait a Lufthansa vagy az Eurowings veszi át. 2020 januárjában az Austrian bejelentette, hogy a hat Boeing 767-300ER típusú hosszú távú járatokat teljesítő repülőgépéből három további gépet kivon a forgalomból, amelyek közül az utolsó 2021 őszén hagyta el a flottát. Azt még nem határozták meg, hogy mikor és milyen repülőgépek váltják-e fel őket, ha egyáltalán felváltják őket, de a Boeing 787 Dreamliner tűnik az esélyes típusnak.
Az Austrian 2020. március 18. és június 15. között minden menetrend szerinti járatot felfüggesztett, mivel a COVID-19 világjárvány miatt megszűnt a globális légiforgalom. A légitársaság a menetrendszerű működés felfüggesztése mellett számos repatriáló járatot hajtott végre a külföldön rekedt osztrák állampolgárságú személyek hazaszállítására, valamint teherszállító járatokat orvosi ellátmányok szállítására. Ilyen járatokat indítottak Abuja, Bali, Lima, Mexikóváros és Sydney felé. 2020 nyarán a légitársaság 600 millió eurós pénzügyi támogatást kapott a Lufthansától és az osztrák kormánytól, hogy segítsen átvészelni a járványt, cserébe az Austrian többek között vállalta, hogy 2030-ig 50%-kal csökkenti a CO2-kibocsátását Ausztriában. Összességében a légitársaság 2020-ban 3,1 millió utast szállított, ami 79%-os csökkenést jelentett az előző évhez képest.
2021 szeptemberében bejelentették, hogy az Austrian Airlines megszünteti az összes fennmaradó menetrend szerinti járatát, amelyek Bécsen kívüli osztrák repülőterekről indulnak. Ezeket vagy megszüntetik, vagy átadják az Eurowingsnek.

## Vállalati adatok

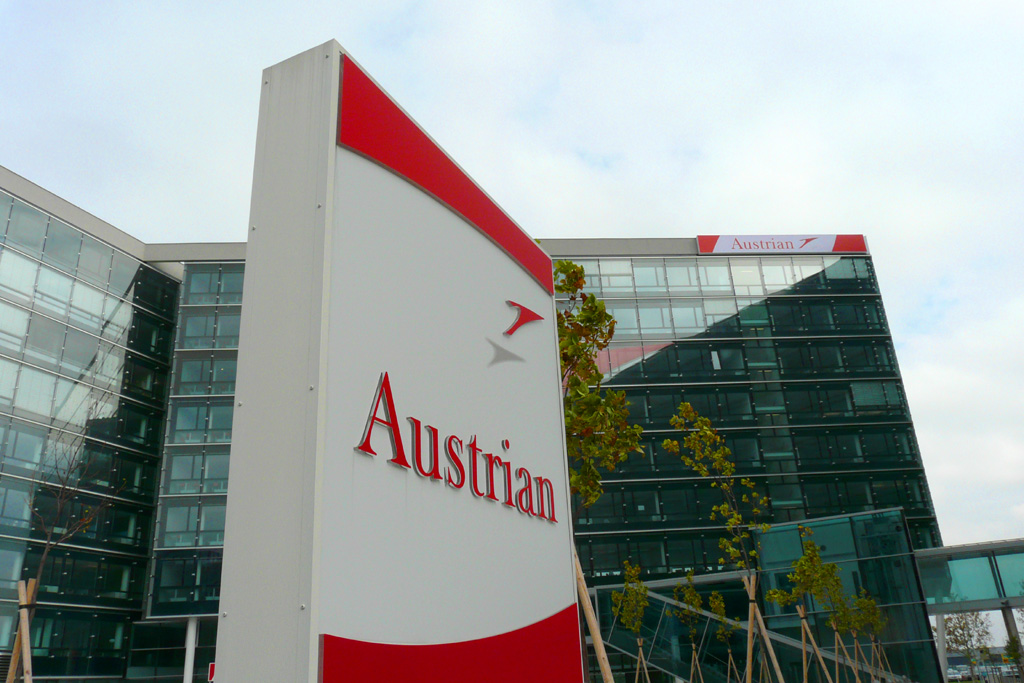
Az Austrian Airlines székháza

### Tulajdonosi szerkezet és leányvállalatok

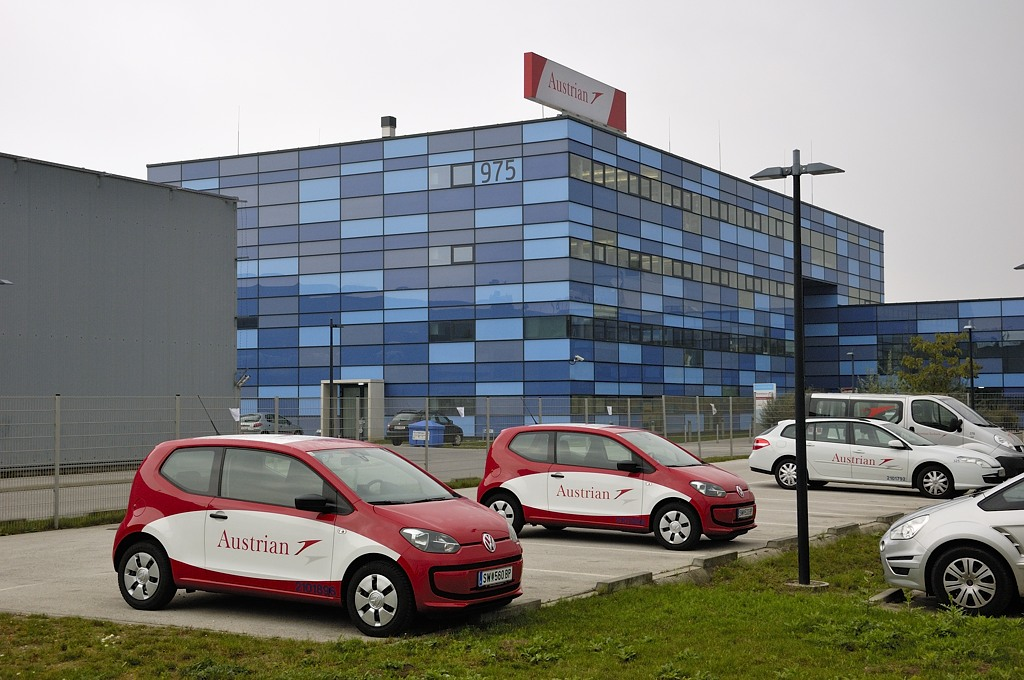
Az Austrian Airlines kiképző központja a Bécs–Schwechati nemzetközi repülőtéren

Az Austrian Airlines-csoport teljes egészében a Lufthansa tulajdonában van. Az Austrian 24 vállalatban rendelkezik részesedéssel, többek között a következőkben:
- Austrian Technik Bratislava, egy pozsonyi repülőtéren található karbantartó vállalat, amely Fokker és Embraer repülőgépek, valamint az Airbus A320-as család javítására van berendezkedve.
- Gulet-Touropa-Touristik
- AVS-Versicherungen
- TUI Austria
- Traviaustria
- AirPlus Kreditkarteninstitut
- Wiener Börse AG
- SCA Schedule Coordination Austria
- ACS AirContainerService GmbH
- Avicon Aviation Consult GmbH
- Austrian Lufthansa Cargo GmbH
- Austrian Airlines Tele Sales & Service GmbH

### Pénzügyi adatok
2008-ig az Austrian Airlines teljes és részletes beszámolóját az éves jelentéseikben tették közzé, azonban a Lufthansa általi felvásárlást követően az vállalatról már csak összefoglaló információkat tesznek közzé, általában sajtóközlemény formájában. Az alábbiakban a légitársaság elérhető pénzügyi adatai láthatók:
|                                                                                | 2007   | 2008   | 2009   | 2010   | 2011   | 2012   | 2013   | 2014          | 2015   | 2016          | 2017   | 2018          | 2019   | 2020   |
| ------------------------------------------------------------------------------ | ------ | ------ | ------ | ------ | ------ | ------ | ------ | ------------- | ------ | ------------- | ------ | ------------- | ------ | ------ |
| Forgalom (millió euróban)                                                      | 2551   | 2531   | 2083   | 2150   | 2163   | 2259   | 2198   | 2164          | 2243   | 2285          | 2466   | 2149          | 2108   | 460    |
| Kamatok, adózás, értékcsökkenés stb. előtti nyereség (EBITDA) (millió euróban) |        |        | −72    | 170    | 107    | 157    | 201    | 109           |        |               |        | 83            | 19     | −319   |
| Kamat- és adófizetés előtti pénzügyi eredmény (EBIT) (millió euróban)          | 25,6   | −312,1 | −293,9 | −64,7  | −59,4  | 65     | 25     | 10            | 54     | 65            | 101    | 91            | 15     | −379   |
| Nettó nyereség (millió euróban)                                                | 3,3    | −429,5 | −325,9 |        |        |        |        |               |        |               |        |               |        |        |
| Alkalmazottak száma (fő)                                                       | 8031   | 7914   | 7066   | 5934   | 6777   | 6236   | 6208   | 6067          | 5984   | 6450          | 6914   | 7083          | 6989   | 6443   |
| Az utasok száma (millió fő)                                                    | 10,8   | 10,7   | 9,9    | 10,9   | 11,3   | 11,5   | 11,3   | 11,2          | 10,8   | 11,4          | 12,9   | 13,9          | 14,7   | 3,1    |
| Utaskihasználtság (%)                                                          | 75,1   | 74,4   | 74,0   | 76,8   | 73,7   | 77,5   | 78,6   | 78,9          | 78,0   | 76,1          | 76,8   | 79,3          | 80,8   | 61,9   |
| Repülőgépek száma (darab)                                                      | 98     | 99     |        |        | 78     | 77     | 74     | 75            | 77     | 81            | 83     | 83            | 82     | 79     |
| Megjegyzések/források                                                          | [ 34 ] | [ 34 ] | [ 34 ] | [ 34 ] | [ 35 ] | [ 35 ] | [ 36 ] | [ 37 ] [ 38 ] | [ 39 ] | [ 40 ] [ 41 ] | [ 42 ] | [ 43 ] [ 44 ] | [ 45 ] | [ 46 ] |

## Célállomások

### Az útvonalhálózat fejlesztése
2006-ban az Austrian úgy döntött, hogy nyugdíjazza A330-as és A340-es flottáját, amely négy Airbus A330-200-asból, két Airbus A340-200-asból és két Airbus A340-300-asból állt. Ezeket a repülőgépeket a TAP Portugal, a Francia Légierő és a Swiss részére adták el. A kevesebb hosszú távú kapacitása miatt felfüggesztette néhány kelet-ázsiai hosszú távú járatát. A járatok Sanghajba (újraindítva 2016-ban), Phuketbe, Colombóba, Mauritiusra (újraindítva 2014-ben), Maléba és Katmanduba 2007-ben szűntek meg.
Az Austrian azon kevés légitársaságok egyike volt, amely a háború utáni Irakba repült, amikor is 2006 decemberében járatokat indított Erbílbe. 2010 novemberében új járatok indultak Mumbaiba, és 2011. június 8-án újraindította járatait Bagdadba. 2013. január 13-án az Austrian Airlines a kereslet hiánya miatt felfüggesztette a teheráni járatát. A cég 2013. május 17-én indította újra járatait Chicagóba, 2014-ben pedig Newarkba. A 2015-ös téli menetrend elején járatot indítottak Mauritiusra. Az interkontinentális hálózat bővítése, javuló eredményeket jelzett az Austrian számára, a Lufthansa pedig bizalmat helyezett a légitársaságba. Az Austrian Airlines 2015 októberében indított járatot Mauritiusra és Miamiba. A vállalat 2017. április 10-én indított járatot Los Angelesbe, amely több mint 9877 kilométeres távolságot tesz meg. A járat körülbelül 12 óra 30 percig tart és Boeing 777-200ER típusú repülőgépekkel üzemel. A légitársaság bejelentette, hogy 2017. július 2-ától heti négyszer járatot indít Sirázba, iszfaháni átszállással, Airbus A320-as repülőgépekkel.
Mindkét ausztráliai útvonalat, Melbourne-be Szingapúron és Sydneybe Kuala Lumpuron keresztül, 2007 márciusában megszüntették, így a Kenguru-útvonal üzemeltetése megszűnt. Az Austrian volt az utolsó európai székhelyű légitársaság, amely közvetlen járatot kínált Melbourne-ből Európába. Kezdetben Lauda repülőgépekkel, később pedig az saját gépeit használta. Az Austrian 2020 márciusában ideiglenesen újraindította a Bécs-Sydney útvonalat, a COVID-19 világjárvány idején más országokban rekedt emberek visszaszállítását célzó repatriálási járatok részeként. A Bécsből Sydneybe tartó járat non-stop közlekedett, a visszaút során pedig a malajziai Pinangban leszálltak, hogy feltankoljanak és további rakományt rakodjanak fel. A Boeing 777-es repülőgépet használó non-stop járat több mint 16 000 kilométert tett meg, és csaknem 18 órán át tartott, így ez lett az Austrian Airlines történetének leghosszabb járata.

### Helymegosztási partnerek
Az Austrian Airlines a következő légitársaságokkal kötött helymegosztási-megállapodást:
| - AirBaltic - Air Canada - Air China - Air France - Air India - Air Malta - All Nippon Airways - Asiana Airlines | - Azerbaijan Airlines - Bangkok Airways - Belavia - Brussels Airlines - Cathay Pacific - Croatia Airlines - EgyptAir - Ethiopian Airlines | - Eurowings - Georgian Airways - Iran Air - LOT - Lufthansa - Luxair - Scandinavian Airlines - Swiss International Air Lines | - TAP Portugal - TAROM - Thai Airways International - Ukraine International Airlines - United Airlines |

## Flotta

### Jelenlegi flotta
2024 decemberében az Austrian Airlines flottája a következő repülőgépekből állt:
| Típus            | Szolgálatban | Megrendelés | Utasok | Utasok | Utasok | Utasok   | Utasok        | Megjegyzések |  |
| Típus            | Szolgálatban | Megrendelés | B      | E+     | E      | Összesen | Hivatkozások  | Megjegyzések |  |
| ---------------- | ------------ | ----------- | ------ | ------ | ------ | -------- | ------------- | --- |  |
| Airbus A320–200  | 29           | —           | vál.   | —      | vál.   | 174      | [ 56 ]        | |  |
| Airbus A320–200  | 29           | —           | vál.   | —      | vál.   | 180      | [ 56 ]        | |  |
| Airbus A320neo   | 5            | —           | vál.   | —      | vál.   | 180      |               | |  |
| Airbus A321–100  | 3            | —           | vál.   | —      | vál.   | 200      | [ 58 ]        | |  |
| Airbus A321–200  | 3            | —           | vál.   | —      | vál.   | 200      | [ 59 ]        | |  |
| Boeing 767–300ER | 3            | —           | 24     | 30     | 157    | 211      | [ 60 ] [ 61 ] | 2026-ig kivonva a szolgálatból és Boeing 787–9-ekre cserélve. |  |
| Boeing 777–200ER | 6            | –           | 32     | 40     | 258    | 330      | [ 63 ]        | 2028-ig kivonva a szolgálatból és Boeing 787–9-ekre cserélve. |  |
| Boeing 787–9     | 2            | 9           | 26     | 21     | 247    | 294      | [ 67 ]        | 2 gép átvétele a Bamboo Airwaystől 2024. márciustól. Szolgálatba állás 2024. nyarán észak-amerikai járatokon. Kiszállítás 2024–2028 között. Ebből 4 gép új, 5 gép pedig a Lufthansától lesz átvéve. |  |
| Embraer 195      | 17           | —           | vál.   | —      | vál.   | 120      | [ 69 ]        | 2 gép átvétele a Bamboo Airwaystől 2024. márciustól. Szolgálatba állás 2024. nyarán észak-amerikai járatokon. Kiszállítás 2024–2028 között. Ebből 4 gép új, 5 gép pedig a Lufthansától lesz átvéve. |  |
| Total            | 68           | 9           |        |        |        |          |               | |  |

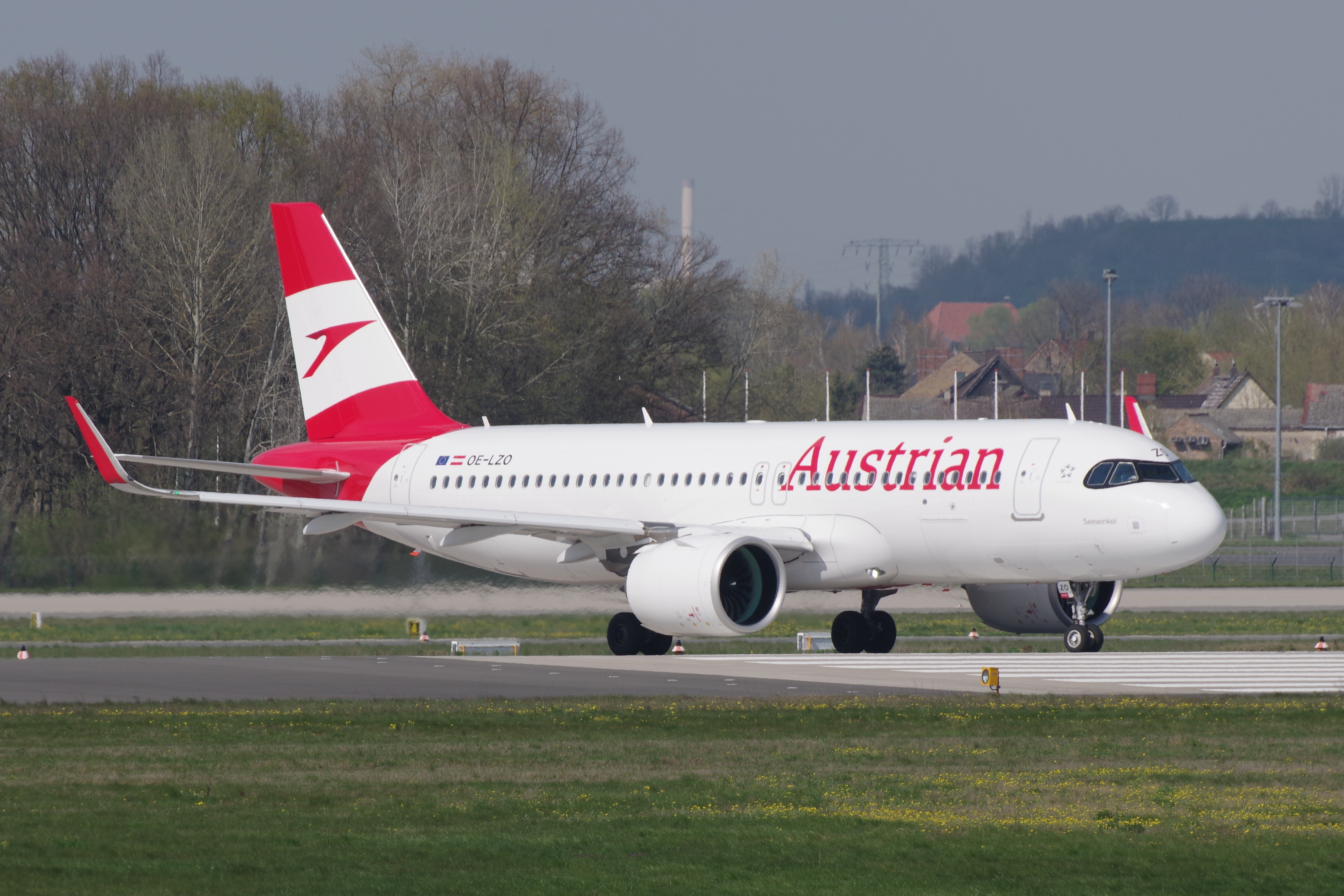
Airbus A320neo
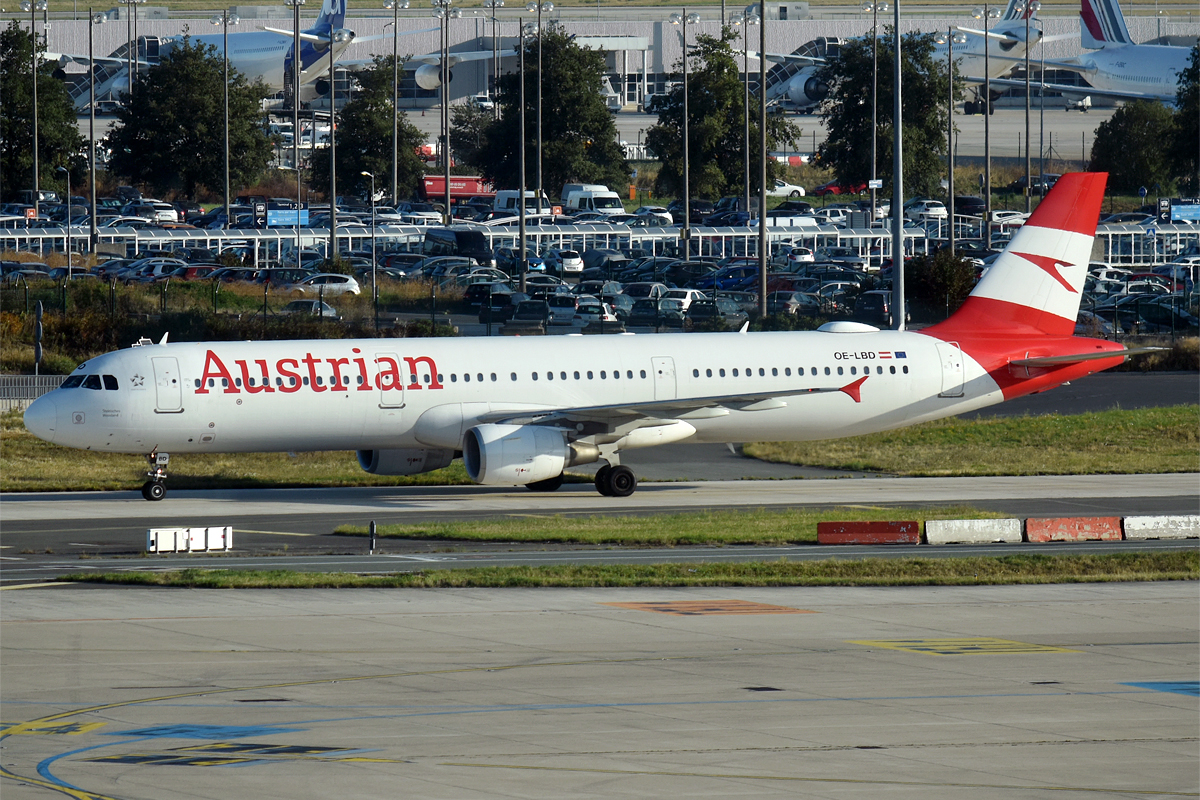
Airbus A321-200
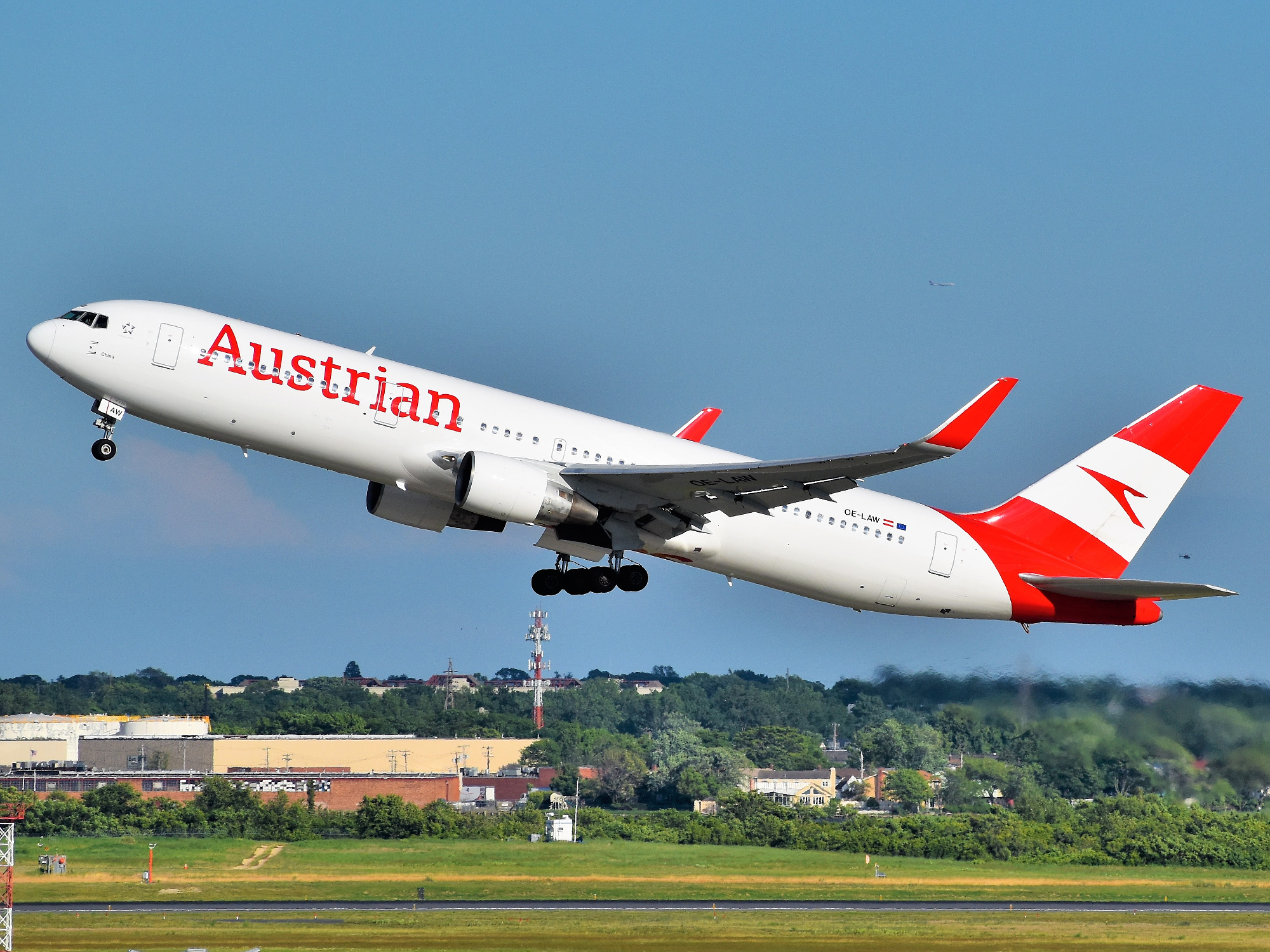
Boeing 767-300ER
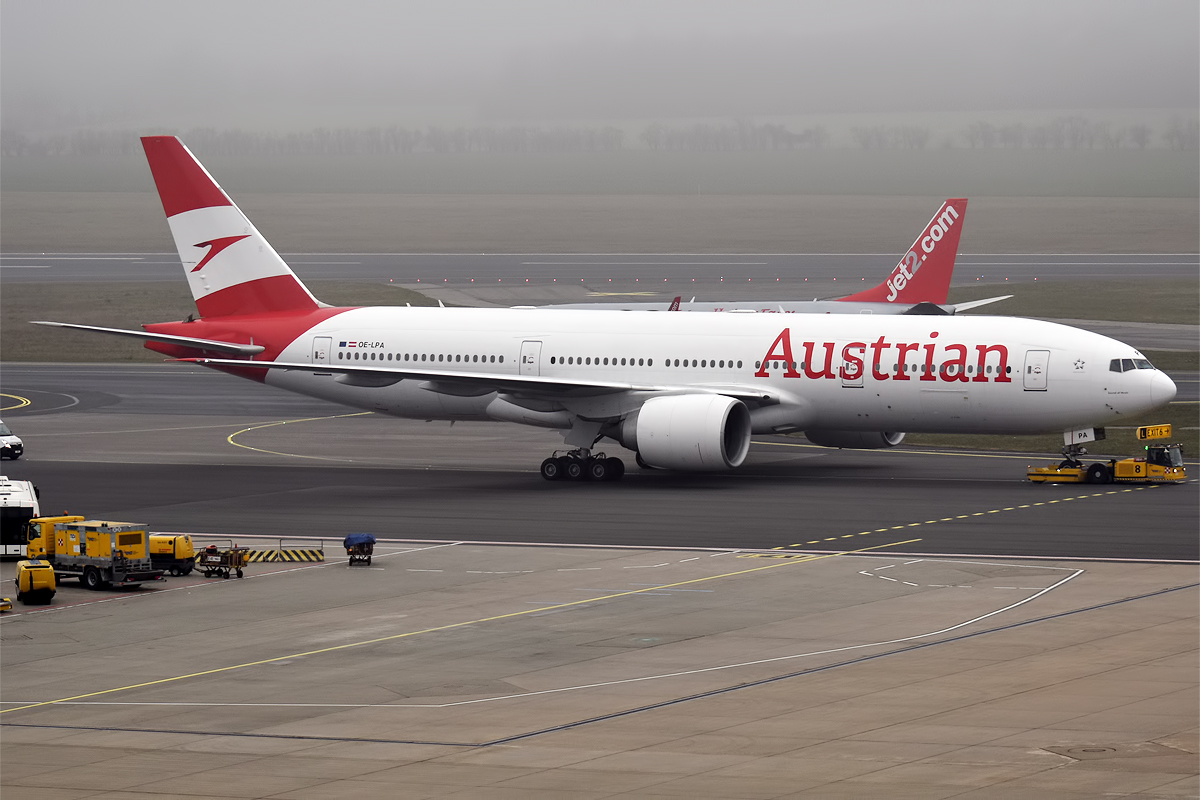
Boeing 777-200ER
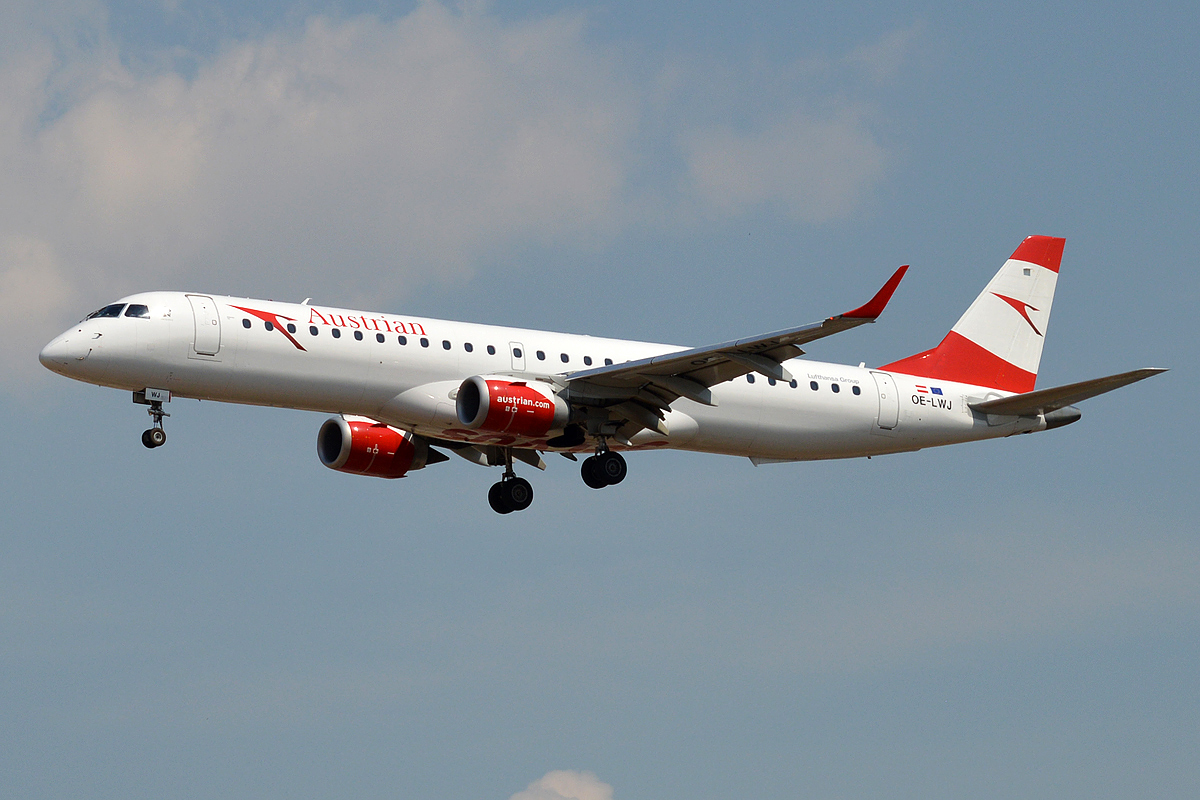
Embraer 195

### Korábbi flotta
Az Austrian Airlines az évek során a következő repülőgéptípusokat üzemeltette:

## Szolgáltatások

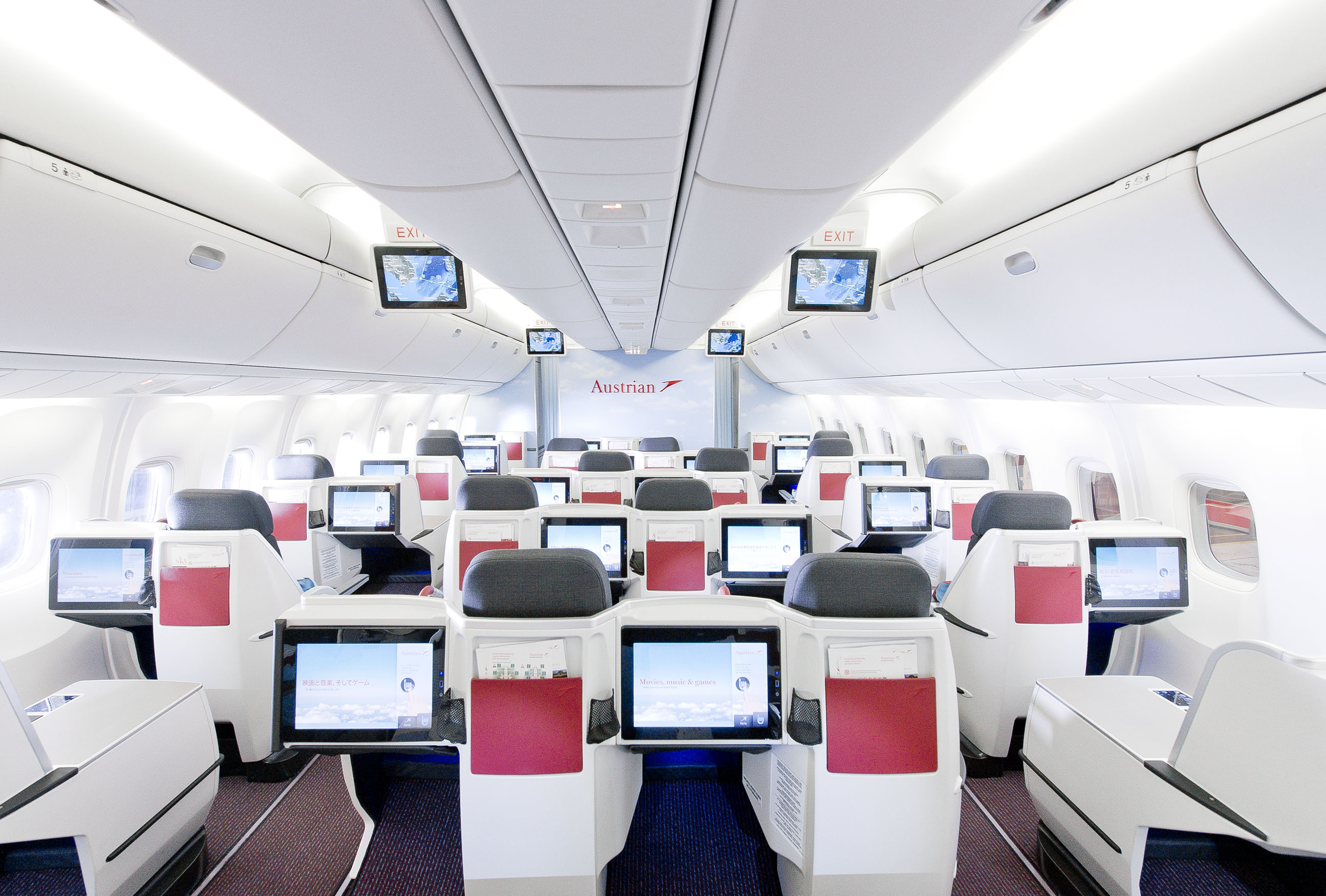
Az Austrian Airlines üzleti osztálya az egyik hosszú távú járatán

Az Austrian több várót üzemeltet Bécsben. Három Business, két Senator és két HON-Circle váróterem áll rendelkezésére az utasoknak. Továbbá a moszkvai Domogyedovói nemzetközi repülőtéren Business várót is üzemeltet. Más városokban az üzleti osztály utasai használhatják a Star Alliance üzleti osztályú várótermeit.
A Do & Co 2007 óta gondoskodik az Austrian Airlines étkeztetésének végrehajtásáról. A hosszú távú járatokon az üzleti osztály ételeit a fedélzeten lévő szakács készíti el.
2011-től az Airbus A320-as család valamennyi repülőgépét új ülésekkel és új kabinkialakítással szerelték fel. 2013 szeptemberére az Austrian teljes hosszú távú flottája (Boeing 767 és Boeing 777) is új üléseket és új kabinkialakítást kapott. Ezeken a repülőgépeken az üzleti osztály pneumatikus rendszerrel ellátott, teljesen lapos ágyakat tartalmazó, a folyosókat közvetlenül megközelíthető üléseket, míg a turista osztály új üléseket kínál video-on-demand szolgáltatással.

## Balesetek és incidensek
- 1960. szeptember 26-án, helyi idő szerint 21:40-kor az Austrian Airlines Vickers Viscount típusú (OE-LAF lajstromjelű) repülőgépe a seremetyjevói nemzetközi repülőtér megközelítése közben lezuhant és a fedélzeten tartózkodó 31 utasból 26, valamint a személyzet hat tagja közül öt meghalt. A repülőgép a 901-es járatként közlekedett Bécsből Moszkvába, egy közbenső varsói megállóval. A légitársaság eddigi egyetlen halálos balesetének valószínűsíthető okaként a magasságmérő meghibásodását nevezték meg.[82]
- 1970. február 21-én a légitársaság Frankfurtból Bécsbe tartó járatán, 33 utassal és öt főnyi személyzettel a fedélzeten bomba robbant a raktérben és kilyukasztotta a Sud Aviation Caravelle törzsét. A pilótáknak sikerült biztonságban visszavinniük a repülőgépet a frankfurti repülőtérre.[83] Ugyanezen a napon egy másik bombát helyeztek el a Swissair 330-as járatán, amely 47 ember halálát okozva lezuhant.[84] A Palesztina Felszabadításáért Népi Front vállalta a felelősséget mindkét támadásért.[85]
- 1997. január 7-én az Austrian Airlines Berlinből Bécsbe tartó 104-es járatát eltérítette egy bosnyák férfi, aki egy késsel (amely elég kicsi volt ahhoz, hogy az akkor hatályos szabályok szerint ne legyen kitiltva a repülőgépekről) felfegyverkezve behatolt a pilótafülkébe. A pilóták engedelmeskedtek az eltérítő követelésének, hogy térjenek vissza Berlinbe, hogy a helyi hatóságokkal tárgyalhasson a vízuma megújításáról. A Berlin-Tegel repülőtéren a McDonnell Douglas MD-87-es gépet különleges rendőri erők rohamozták meg, és a gépeltérítőt legyőzték.[86]
- 2004. január 5-én, helyi idő szerint 08:17-kor egy Fokker 70-es (OE-LFO lajstromjelű) repülőgép lezuhant egy hóval borított mezőn a müncheni repülőtér közelében. A repülőgép a 111-es járatot teljesítette Bécsből Münchenbe, 28 utassal és négy főnyi személyzettel a fedélzetén, amikor leszállás közben a hajtóművek jegesedés miatt leálltak. A repülőgép súlyosan megsérült, azonban csak három utas szenvedett könnyebb sérüléseket.[87][88][89]
- 2019. április 4-én, helyi idő szerint 10:56-kor az Austrian egyik de Havilland Canada DHC-8-402Q típusú repülőgépének leszállás közben megsérült az alja, miután az összeütközött a kifutópálya aszfaltjával. Az incidensben senki sem sérült meg, de a repülőgép csak június 4-én állhatott újra forgalomba.[90]